# Аріамир
Аріамир (? —561 або 566) — король свевів у 558/559—561/566 роках.

## Біографія
Син (за іншою менш поширеною версією — брат) короля Хараріха. Про дату народження немає відомостей. Став королювати після смерті батька у 558 або 559 році. Продовжив його політику на перехід свевів з аріанства до нікейсько-ортодоксального сповідування.
У 561 році за підтримки короля відбувся Перший собор у Бракарі (сучасна Брага, Португалія) за участю 8 єпископів, де прийняті були канони ортодоксального віросповідання та заходи щодо боротьби з єрессю Присцилліана. Було утворено 13 єпархій, у Бракарі постав митрополит, у Луго — архієпископ.
Про діяльність Аріамира після 561 року нічого невідомо. За однією гіпотезою він незабаром помер або був убитий прихильниками аріанства, а за іншою правив до 566 року, коли його змінив на троні брат Теодемир.